# Ackerrandstreifen

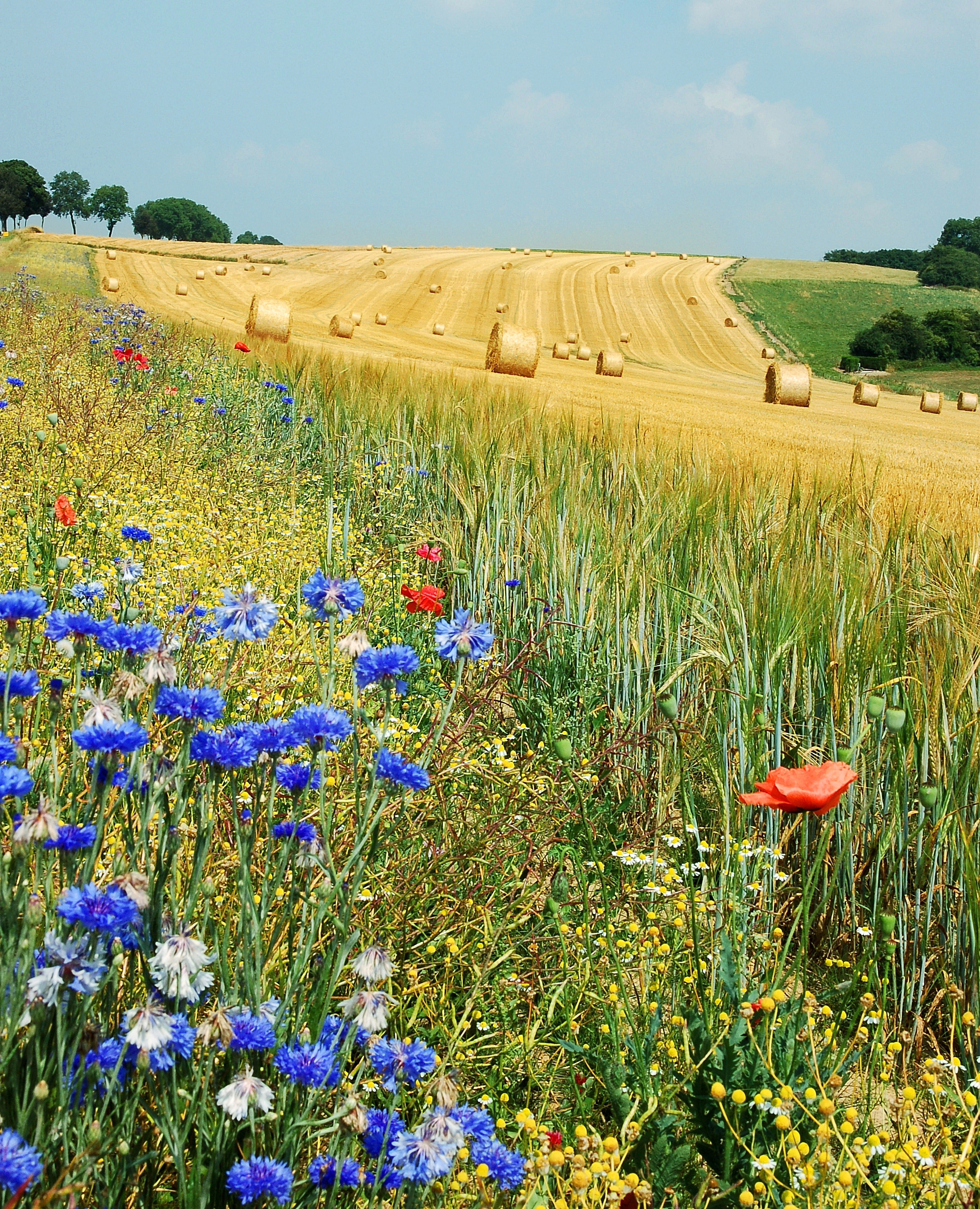
Ackerrandstreifen in Hamois (Belgien) mit Kornblume, Klatschmohn und Kamillen

Ein Ackerrandstreifen ist ein Randbereich an Äckern, der ohne den Einsatz von Herbiziden und Pflanzenschutzmitteln bewirtschaftet wird, damit sich dort Ackerwildkräuter und die an sie angepasste Tierwelt ausbreiten und überleben können. Im Unterschied zu Blühstreifen, die im Frühjahr mit einer Blühmischung angesät werden, ist das Ziel der Ackerrandstreifen die Förderung der am Standort bodenbürtigen Ackerwildkräuter (Segetalpflanzen). Aufgrund seiner Randständigkeit kann er zu den Saumbiotopen gezählt werden.
Größere Flächen, die man nach diesem Konzept bewirtschaftet, werden als Schutzäcker bezeichnet.
Einzelne Bundesländer fördern, kofinanziert von der Europäischen Union, im sogenannten Ackerrandstreifenprogramm die Schaffung dieser Areale, indem sie Ausgleichszahlungen an die teilnehmenden Landwirte leisten. Besonders in den 1980er Jahren waren Ackerrandstreifen, ausgehend von der Initiative von W. Schumacher in Nordrhein-Westfalen, ein fast bundesweit verbreitetes Schutzkonzept, das jedoch aufgrund des bürokratischen Aufwandes aktuell stark rückläufig ist, obwohl es sehr starke Hinweise dafür gibt, dass die fortschreitende Ertragserhöhung in der europäischen Agrarlandschaft auch die Zahl gefährdeter Ackerwildkräuter weiter ansteigen lässt.
Durch Ackerrandstreifen wird nicht nur die Artenvielfalt gefördert. Es können sich dort auch natürliche Gegenspieler von Schädlingen entwickeln, wie eine Studie auf Schweizer Weizenfeldern ergab. Schädlinge der Art Oulema gallaeciana (Getreidehähnchen) wurden auf biologische Weise verringert. In der von Matthias Tschumi geleiteten Studie wurde im Randbereich zu den Streifen ein bis zu 10 % höherer Ertrag auf ökologisch bewirtschafteten Flächen beobachtet, allerdings ohne auf die wirtschaftliche Rentabilität für die Gesamtfläche einzugehen.